# Jaecki Schwarz
Jaecki Schwarz, né le 26 février 1946 à Köpenick, Berlin (Allemagne), est un acteur allemand.

## Biographie
Jaecki Schwarz naît le 26 février 1946 à Köpenick, Berlin.

## Vie privée
En août 2004, l'homosexualtié de Jaecki Schwarz ainsi que sa relation avec l'acteur Hagen Henning sont révélés publiquement,. En 2021, il rejoint la campagne #ActOut (de) qui met en lumière des acteurs allemands LGBT et sensibilise sur le sujet.

## Filmographie
- 1967 : Kaule : A fellow
- 1967 : Geschichten jener Nacht : Wilfried Zank (segment Der grosse und der kleine Willi)
- 1968 : J'avais 19 ans (Ich war neunzehn) : Gregor Hecker
- 1969 : Krupp und Krause (série télévisée) : Fred Krause als junger Mann
- 1969 : Weite Strassen stille Liebe : Herb Schneider, Student
- 1970 : Jeder stirbt für sich allein (feuilleton TV)
- 1970 : Wir kaufen eine Feuerwehr : Frank
- 1971 : Dornröschen
- 1971 : Du und ich und Klein-Paris : Thomas
- 1971 : Rottenknechte (feuilleton TV)
- 1972 : Die Schlüssel : Klaus
- 1972 : Trotz alledem!
- 1972 : Der Dritte : Young Man
- 1972 : Lützower : Schreiber Püttchen
- 1973 : Stülpner-Legende (série télévisée)
- 1974 : Der Nackte Mann auf dem Sportplatz : Modell
- 1975 : Suse, liebe Suse : Manne
- 1975 : Im Schlaraffenland (TV) : Kaflisch
- 1976 : Konzert für Bratpfanne und Orchester : Herr Kling
- 1976 : Das Mädchen Krümel (feuilleton TV) : Otto
- 1976 : Das Blaue Licht : Knut / Voice of Semjonow
- 1977 : Die Zertanzten Schuhe (TV) : Soldat
- 1978 : Ein Mädchen aus Schnee : Zeichenlehrer
- 1978 : Das Raubtier : Lehrer Weise
- 1978 : Gefährliche Fahndung (série télévisée) : Toni Pleisner
- 1979 : Die Rache des Kapitäns Mitchell (TV) : Freddy
- 1979 : Einfach Blumen aufs Dach : Sohni Schilling
- 1979 : Das Ding im Schloß : Axel
- 1980 : Asta, mein Engelchen : Kühne
- 1980 : Puppen für die Nacht (TV) : Charly
- 1980 : Mein Vater Alfons : Hoteldirektor
- 1980 : Wie wär's mit uns beiden? : Nepomuk
- 1980 : Glück im Hinterhaus
- 1980 : Alle meine Mädchen
- 1981 : Die Stunde der Töchter
- 1981 : Nora S. (TV)
- 1981 : Bürgschaft für ein Jahr : Peter Müller
- 1982 : Märkische Forschungen : Offizier
- 1983 : Im Spiegel (TV)
- 1983 : Fariaho : Schiebow
- 1984 : Isabelle dans l'escalier : Dieter Kunze
- 1984 : Kaskade rückwärts : Toni
- 1984 : Auf dem Sprung : Herr Miethke
- 1984 : Ach du meine Liebe (TV) : Detlev Korf
- 1985 : Der Haifischfütterer
- 1986 : So viele Träume : Barkeeper
- 1986 : Fahrschule
- 1987 : Hasenherz : Kameramann
- 1987 : Spuk von draußen (série télévisée)
- 1988 : Ich liebe dich - April! April! : Toni
- 1988 : Der Staatsanwalt hat das Wort (série télévisée) : Karl Bennewitz
- 1989 : Zwei schräge Vögel : Walter Kremel
- 1990 : Stein
- 1990 : Abschiedsdisko : Hennings Vater
- 1990 : Alter Schwede (TV) : Journalist Schiffchen
- 1990 : Erster Verlust : Soldat
- 1990 : Spreewaldfamilie (série télévisée) : Günter
- 1991 : Der Tangospieler : Harry
- 1992 : Rotlicht (TV) : Simon Gehring
- 1992 : Wunderjahre : Josef Körber
- 1992 : Babysitter (TV) : Vater
- 1992 : Le Mystère de la salle d'ambre jaune (Die Spur des Bernsteinzimmers) de Roland Gräf : Un inspecteur de police
- 1992 : Geheimakte Lenz (TV)
- 1992 : Go Trabi Go 2 : Lawyer
- 1993 : Wer zweimal lügt : Laboratory assistent
- 1993 : Rosenemil : Kletter-Willem
- 1993 : Section K3 (Die Männer vom K3) (série télévisée)
- 1994 : La Poursuite infernale (Burning Life) : Brehme
- 1995 : Spreebogen (TV) : Günther Struvitz
- 1995 : Tödliches Leben : Dr. Strecker
- 1995 : Eine Fast perfekte Liebe (TV)
- 1995 : Docteur Markus Merthin (Frauenarzt Dr. Markus Merthin) (série télévisée) : Onkel Mischa
- 1995 : Wolff, police criminelle (Wolffs Revier) (série télévisée) : Lutz Horn
- 1995 : Unser Lehrer Doktor Specht (série télévisée) : Herr Jachmann
- 1995 : Verliebte Feinde (TV) : von Hassemer
- 1995 : Die Grube (TV)
- 1995 : Mobbing: Die lieben Kollegen (TV) : Kupfer
- 1995 : Heimatgeschichten (série télévisée)
- 1996 : Wolkenstein (de) (série télévisée) : Hausmeister Scholz
- 1997 : Une femme sur mesure (TV) : Antonio
- 1997 : Weihnachtsfieber : Unfallfahrer
- 1997 : Mama ist unmöglich (série télévisée) : Kommissar
- 1998 : Spuk aus der Gruft (TV) : Coolberry
- 1998 : Das Lied zum Sonntag (série télévisée) : Arnold Tetzlaff
- 1998 : Le Dernier Témoin (Der Letzte Zeuge) (série télévisée)
- 1999 : Drei Gauner, ein Baby und die Liebe (TV) : Dürrenmatt
- 1999 : Un éléphant dans mon lit (Der Elefant in meinem Bett) (TV) : Gerichtsvollzieher
- 1999 : Die Straßen von Berlin (série télévisée) : Oskar Linde
- 2000 : Jugendsünde (TV) : Anton
- 2000 : Péché d'amour (Das Herz des Priesters) (TV) : Dr. Lorenz Amman
- 2000 : Zwei Dickköpfe mit Format (TV) : Jürgen Kornfeld
- 1993 : Auf eigene Gefahr (série télévisée) : Boris Beckmann
- 2000 : Les Heures historiques (Deutschlandspiel) (TV) : SED-Sekretär Roland Wötzel
- 2000 : Rotlicht - In der Höhle des Löwen (TV) : Simon Gehring
- 2000 : Rosa Roth (série télévisée) : Wernicke
- 2001 : Liebesau - die andere Heimat (série télévisée)
- 2002 : Zwei alte Gauner (TV) : Georg 'Schorsch' Ranke
- 2002 : Im Visier der Zielfahnder (série télévisée) : Ulrich Prahm
- 2002 : Ein Sack voll Geld (TV) : Stefan Staudinger
- 2002 : Bonhomme de neige (Schneemann sucht Schneefrau) (TV) : Arnold Wirth
- 2003 : Er oder keiner (TV) : Kirsch
- 2003 : Héritier malgré lui (Auch Erben will gelernt sein) (TV) : Ralf
- 2003 : Nicht ohne meinen Anwalt (série télévisée) : Staatsanwalt Braake
- 2003 : Verliebte Diebe (TV)
- 2003 : L'Amour avant tout (Ein Banker zum Verlieben) (TV) : Valerio
- 2003 : Für alle Fälle Stefanie (série télévisée) : Prof. Friedländer
- 2003 : Der Kleine Mönch (série télévisée) : Professor
- 2004 : Gram : Manager
- 2004 : Das Bernsteinamulett (TV) : Broszigk
- 2004 : Ein Gauner Gottes (TV) : Justus Keinath
- 2004 : Stefanie - Eine Frau startet durch (série télévisée) : Professor Justus Friedländer
- 2004 : Ein Engel namens Hans-Dieter (TV) : Gottlieb Gropius
- 2005 : Rotkäppchen (TV) : Räuber 1
- 2003 : Ma vie à moi (Mein Leben & ich) (série télévisée) : Herr Pütz
- 2004 : Nikola (série télévisée) : Dr. Kirchhoff
- 2006 : Reine Formsache : Casino-Chef
- 2006 : Ein Hauptgewinn für Papa (TV) : Dr. Heinze
- 2006 : Unter den Linden - Das Haus Gravenhorst (série télévisée) : Paul Gravenhorst
- 2006 : Le Père de ma fiancée (Hilfe, meine Tochter heiratet) (TV) : Harald Mauthe
- 2007 : In aller Freundschaft (série télévisée) : Franz Konarek
- 2007 : Schloss Einstein (série télévisée) : Professor Lenski-Kolljakoff
- 2007 : Le Renard (Der Alte) (série télévisée) : Paul Södermann
- 2007 : Vertraute Angst (TV) : Professor Seidl
- 2007 : Suchkind 312 (TV) : Direktor Lohmann
- 2008 : Das Traumschiff (série télévisée) : Karl Hübner
- 2008 : Das Traumpaar (TV) : Erwin Michels
- 2008 : Insel des Lichts (TV) : Mathias Wörner
- 2008 : Küstenwache (série télévisée) : Konrad Altmann
- 2009 : Une équipe de choc (Ein Starkes Team) (série télévisée) : Sputnik
- 2009 : Polizeiruf 110 (série télévisée) : Hauptkommissar Herbert Schmücke